# Melanotaenia splendida rubrostriata
Melanotaenia splendida rubrostriata is een ondersoort van de straalvinnige vissen uit de familie van de regenboogvissen (Melanotaeniidae). De wetenschappelijke naam van de soort is voor het eerst geldig gepubliceerd in 1886 door Ramsay & Ogilby.